# Jacques Beurlet
Jacques Beurlet (21. prosince 1944 Marche-en-Famenne – 26. září 2020 Marche-en-Famenne) byl belgický fotbalista, pravý obránce.

## Fotbalová kariéra
V belgické lize hrál za Standard Liège. Nastoupil ve 267 ligových utkáních a dal 10 gólů. Se Standardem získal čtyřikrát mistrovský titul a dvakrát pohár. V Poháru mistrů evropských zemí nastoupil v 18 utkáních, v Poháru vítězů pohárů nastoupil ve 23 utkáních a v Poháru UEFA nastoupil ve 3 utkáních. Kariéru končil ve druhé lize v týmu Royale Union Saint-Gilloise. Za reprezentaci Belgie nastoupil v letech 1968–1969 ve 3 utkáních. Byl členem belgické reprezentace na Mistrovství světa ve fotbale 1970, ale v utkání nenastoupil.

## Ligová bilance
| Ročník                     | Zápasy | Góly | Klub                        |
| -------------------------- | ------ | ---- | --------------------------- |
| Jupiler Pro League 1961/62 | 7      | 2    | Standard Liège              |
| Jupiler Pro League 1962/63 | 10     | 1    | Standard Liège              |
| Jupiler Pro League 1963/64 | 8      | 1    | Standard Liège              |
| Jupiler Pro League 1964/65 | 21     | 0    | Standard Liège              |
| Jupiler Pro League 1965/66 | 29     | 2    | Standard Liège              |
| Jupiler Pro League 1966/67 | 30     | 2    | Standard Liège              |
| Jupiler Pro League 1967/68 | 28     | 0    | Standard Liège              |
| Jupiler Pro League 1968/69 | 17     | 0    | Standard Liège              |
| Jupiler Pro League 1969/70 | 30     | 0    | Standard Liège              |
| Jupiler Pro League 1970/71 | 20     | 0    | Standard Liège              |
| Jupiler Pro League 1971/72 | 29     | 2    | Standard Liège              |
| Jupiler Pro League 1972/73 | 28     | 0    | Standard Liège              |
| Jupiler Pro League 1973/74 | 10     | 0    | Standard Liège              |
| Tweede klasse 1974/75      | -      | -    | Royale Union Saint-Gilloise |
| CELKEM 1. liga             | 267    | 10   |                             |